# Blauenstein
Blauenstein est un château fort situé sur un éperon rocheux au nord de Kleinlützel (Passage de l'Écluse) dans le canton de Soleure, en Suisse.

## Histoire
Le château fut vraisemblablement édifié au XIIIe siècle et détruit en 1411 par les Bâlois, lors de la guerre de Neuenstein. Il n'en reste de nos jours que quelques pans de murs. Comme il était à la jonction d'une passe romaine importante sur la Blauenbergkette, la ville de Kleinlützel propose des origines romaines pour le château.
Le château souffre d'autres dommages lors du Tremblement de terre de Bâle en 1356.
L'étude de châteaux similaires au Jura et en Alsace donne une idée de leurs utilisations : « (ces) lieux où les seigneurs du moyen âge, et probablement dès l'époque barbare, se sont établis non plus dans un but de défense générale de la contrée, comme aux temps romains, mais pour la protection de leurs propres personnes et de celle de leurs domaines, pour la perception des péages, droits de conduite et autres empruntés en partie à l'administration romaine, et ces seigneurs ne se faisaient pas scrupule de transformer les droits plus ou moins légitimes en véritables extorsions et brigandages ».